# Gușoeni
Gușoeni è un comune della Romania di 1 743 abitanti, ubicato nel distretto di Vâlcea, nella regione storica dell'Oltenia.